# Thanatus lesserti
Thanatus lesserti là một loài nhện trong họ Philodromidae.
Loài này thuộc chi Thanatus. Thanatus lesserti được Carl Friedrich Roewer miêu tả năm 1951.